# حركة التجديد الوطنية
حركة التجديد الوطنية (بالإسبانية: Morena)‏ هو حزب سياسي مكسيكي، أسس في 10 يوليو 2014، يقع مقره في مدينة مكسيكو، وقد تم تأسيسه بواسطة أندريس مانويل لوبيس أوبرادور.

## أعضاء بارزون
- كود سباركل
- تحديث القائمة

- أندريس مانويل لوبيس أوبرادور (2014 - )
- لورا إسكيبيل
- سوازنا هارب
- Paco Ignacio Taibo II
- Marcelo Ebrard (2018 - )
- Olga Sánchez Cordero
- داميان ألكازار
- Claudia Sheinbaum
- Luisa María Alcalde Luján
- مانويل بارتليت (2012 - )